# Chiara Ondoli
Chiara Ondoli (* 12. Oktober 1995 in Cittiglio) ist eine italienische Ruderin und Vizeeuropameisterin im Vierer ohne Steuerfrau.

## Karriere
Chiara Ondoli begann 2007 mit dem Rudersport. 2011 gab sie ihr internationales Debüt im Doppelvierer bei den Junioren-Europameisterschaften, wo sie die Bronzemedaille gewinnen konnte. Bei den anschließenden Junioren-Weltmeisterschaften belegte sie den sechsten Platz im Doppelvierer. Ein Jahr später wechselte sie zum Riemen und machte bei den Junioren-Europameisterschaften 2012 einen Doppelstart im Vierer ohne Steuerfrau und im Achter. Im Vierer ohne konnte sie mit Silvia Terrazzi, Beatrice Arcangiolini und Sandra Celoni vor den Booten aus Polen und der Ukraine den Titel gewinnen. Mit dem italienischen Achter gewannen die vier die Silbermedaille hinter den Rumäninnen. Anschließend machten die vier auch bei den Junioren-Weltmeisterschaften 2012 einen Doppelstart im Vierer ohne und im Achter. Dieses Mal konnten sie im Vierer ohne keine Medaille gewinnen und belegten am Ende den vierten Platz. Alle vier saßen auch im italienischen Achter, in dem sie zusammen mit Serena Lo Bue, Ilaria Broggini, Ludovica Lucidi, Giorgia Lo Bue und Federica Cesarini die Bronzemedaille gewinnen konnten. 2013 wechselte sie wieder zurück in den Doppelvierer und gewann bei der Junioren-Europameisterschaft die Silbermedaille hinter den Rumäninnen. Im August konnte sie bei der Junioren-Weltmeisterschaft zusammen mit Valentina Rodini, Valentina Iseppi und Stefania Gobbi den Titel im Doppelvierer gewinnen.
2014 ging sie im Doppelvierer zusammen mit Ludovica Serafini, Stefania Gobbi und Cecilia Bellati bei der U23-Weltmeisterschaft an den Start. Sie schafften es nicht sich für das A-Finale zu qualifizieren, konnten aber das B-Finale gewinnen und damit den Wettbewerb auf dem siebten Platz abschließen. Im August startete sie auch noch auf der Weltmeisterschaft im Vierer ohne. Mit Ludovica Serafini, Gaia Marzari und Sara Barderi fuhr sie als zweite im B-Finale über die Ziellinie, was in der Endabrechnung Platz acht bedeutete. Ein Jahr später gab sie im heimischen Varese ihre Premiere im Ruder-Weltcup beim zweiten Weltcup der Saison. Zusammen mit Sara Barderi, Silvia Terrazzi und Beatrice Arcangiolini belegte sie den fünften Platz im Vierer ohne Steuerfrau. Bei den U23-Weltmeisterschaften 2015 belegten die vier den dritten Platz im B-Finale und damit in der Endabrechnung Platz neun. Zur Saison 2016 wechselte Ondoli wieder mal in den Doppelvierer und startete zusammen mit Kiri Tontodonati, Valentina Iseppi und Stefania Gobbi bei der U23-Weltmeisterschaft. Es gelang ihnen sich für das A-Finale zu qualifizieren, wo sie mit 25/100 Sekunden hinter Frankreich den vierten Platz belegten und eine Medaille knapp verpassten.
Bei den Europameisterschaften 2018 ging Ondoli mit Ludovica Serafini, Carmela Pappalardo und Stefania Gobbi im Doppelvierer an den Start. Sie belegten den zweiten Platz im Vorlauf und mussten damit in den Hoffnungslauf. Im Hoffnungslauf verpassten sie um 14/100 Sekunden die Qualifikation für das A-Finale. Das B-Finale konnten sie souverän gewinnen und damit die Europameisterschaften auf dem siebten Platz beenden. Anschließend starteten die vier auch im Doppelvierer bei der Weltmeisterschaft, die sie als sechste des B-Finales und damit auf Platz 12 beendeten. 2019 ging sie mit einer neuen Mannschaft im Doppelvierer in die Saison. Mit Ludovica Serafini, Silvia Terrazzi und Clara Guerra belegte sie den zweiten Platz im B-Finale bei den Weltmeisterschaften in Linz/Ottensheim, was in der Endabrechnung Platz acht bedeutete. Nachdem 2020 der Großteil der Saison abgesagt wurde, startete sie im September bei den Europameisterschaften mit Aisha Rocek, Kiri Tontodonati, und Alessandra Patelli im Vierer ohne Steuerfrau. Nachdem sie den Vorlauf gewonnen hatten, konnten die Italienerinnen, hinter den Niederländerinnen, die Silbermedaille gewinnen. Bei den Olympischen Spielen in Tokio traten Patelli und Ondoli im Doppelzweier an und belegten den neunten Platz.

## Internationale Erfolge
- 2011: Bronzemedaille Junioren-Europameisterschaften im Doppelvierer
- 2011: 6. Platz Junioren-Weltmeisterschaften im Doppelvierer
- 2012: Goldmedaille Junioren-Europameisterschaften im Vierer ohne Steuerfrau
- 2012: Silbermedaille Junioren-Europameisterschaften im Achter
- 2012: 4. Platz Junioren-Weltmeisterschaften im Vierer ohne
- 2012: Bronzemedaille Junioren-Weltmeisterschaften im Achter
- 2013: Silbermedaille Junioren-Europameisterschaften im Doppelvierer
- 2013: Goldmedaille Junioren-Weltmeisterschaften im Doppelvierer
- 2014: 7. Platz U23-Weltmeisterschaften im Doppelvierer
- 2014: 8. Platz Weltmeisterschaften im Vierer ohne
- 2015: 9. Platz U23-Weltmeisterschaften im Vierer ohne
- 2016: 4. Platz U23-Weltmeisterschaften im Doppelvierer
- 2018: 7. Platz Europameisterschaften im Doppelvierer
- 2018: 12. Platz Weltmeisterschaften im Doppelvierer
- 2019: 8. Platz Weltmeisterschaften im Doppelvierer
- 2020: Silbermedaille Europameisterschaften im Vierer ohne
- 2021: 6. Platz Europameisterschaften im Vierer ohne
- 2021: 9. Platz Olympische Spiele 2020 im Doppelzweier